# Мірошниченко Юрій Олексійович
Юрій Олексійович Мірошниченко (нар. 12 травня 1941, станція «Індустрія», тепер Луганської області) — український діяч, військовий, директор-розпорядник Асоціації милосердя та охорони здоров'я «Таврія». Народний депутат України 2-го скликання.

## Біографія
Після закінчення середньої школи три роки працював токарем на Луганському тепловозобудівному заводі. Потім — служба в Радянській армії. Член КПРС.
Закінчив Військовий інститут іноземних мов при Міністерстві обороні СРСР, референт, перекладач. 
Після закінчення інституту проходив службу офіцером, неодноразово був у спецвідрядженнях за кордоном (зокрема, на Кубі). Після звільнення з армії три роки працював у Симферопольському державного університеті.
У 1992—1993 році — директор-розпорядник Асоціації милосердя та охорони здоров'я «Таврія». 
Член КПУ. Референт Симферопольського міського комітету КП Криму. 
Народний депутат України з .08.1994 (2-й тур) до .04.1998, Ростовський виборчий округ № 26, Республіка Крим, висунутий КП Криму. Член Комітету у закордонних справах і зв'язках з СНД. Член депутатської фракції комуністів.
Нагороджений орденом та 9 медалями Республіки Куба. 